# 1,1,2-Трифтор-1,2,2-трихлорэтан
1,1,2-Трифтóр-1,2,2-трихлóрэтáн — органическое соединение, низший хлорфторуглерод, бесцветная прозрачная жидкость со слабым специфическим запахом. Имеет озоноразрушающий потенциал (ODP) = 0,8. Относится к хладонам, производство и применение которых регулируется Монреальским протоколом. Торговая марка (СССР, РФ) — хладон 113.

## Свойства

### Физические свойства
Бесцветная прозрачная легкокипящая жидкость со слабым запахом. В воде слабо растворим, тяжелее воды. При нормальных условиях R-113 является стабильным и нетоксичным веществом; пары фреона-113 тяжелее воздуха. При нагревании ёмкости с веществом фреон-113 может оказаться взрывоопасным. При высоких температурах и при воздействии открытого огня разлагается с образованием высокотоксичных веществ: галогеноводородов, фосгена, галогенов. Термическое разложение начинается: в трубке из кварца при 300 °С, из стали — при 330 °С, из никеля — при 400 °С.

### Химические свойства
Основными химическими свойствами являются:
- изомеризация: в присутствии хлорида алюминия подвергается изомеризации и частичному замещению фтора хлором;
- гидрирование: при высокой температуре реагирует с водородом в присутствии катализатора;
- фторирование: реагирует с фтористым водородом и с фторидами металлов, образуя вещества разной степени фторирования.

## Получение
Лабораторным способом получения фреона-113 является фторирование гексахлорэтана фтороводородом в присутствии пентахлорида сурьмы.
В промышленности 1,1,2-трифтортрихлорэтан получают из тетрахлорэтилена, хлора и фтороводорода в присутствии пентафторида сурьмы. Процесс получения состоит из следующих основных стадий: синтез фторхлорэтанов → отделение (расслаиванием) возвратного фтороводорода → отделение хлороводорода с последующей его очисткой от фтороводорода и получением соляной кислоты → нейтрализация и осушка продуктов синтеза → выделение фреона-113 ректификацией.

## Применение
Фреон-113 используется в качестве хладагента для турбокомпрессорного оборудования, растворителя для очистки электронного и оптического оборудования, диэлектрика, как составная часть антиадгезионных покрытий и в производстве мономеров. Является исходным сырьём для получения трифторхлорэтилена, пентафторхлоэтана и других фторсоединений.

## Стандартизация
Производится по ГОСТ 23844-79.